# Mehdi Jomaa
Mehdi Jomaa (arabe : مهدي جمعة), né le 21 avril 1962 à Mahdia, est un ingénieur et homme d'État tunisien.
Ministre de l'Industrie dans le gouvernement Larayedh, il est désigné chef du gouvernement par le président de la République Moncef Marzouki, le 10 janvier 2014, puis investi le 29 après avoir obtenu la confiance de l'assemblée constituante et ce dans un contexte de tension politique extrême. Il est remplacé par Habib Essid le 6 février 2015, à l'issue des élections législatives et présidentielle de l'automne 2014.

## Biographie

### Études et carrière professionnelle
Scolarisé au lycée Khaznadar du Bardo près de Tunis, il obtient le baccalauréat section mathématiques en 1982. Mehdi Jomaa est ingénieur principal diplômé de l'École nationale d'ingénieurs de Tunis en 1988 et titulaire d'un DEA en mécanique, calcul et modélisation des structures en 1989.
À partir de 1990, Mehdi Jomaa effectue toute sa carrière au sein d'Hutchinson, une filiale du groupe français Total. En 2009, il devient directeur général de la division aéronautique et défense et membre du comité de direction, supervisant six filiales implantées en France, aux États-Unis, en Inde et en Tunisie.

### Ministre de l'Industrie
À la suite de l'échec essuyé par Hamadi Jebali à former un gouvernement de technocrates après l'assassinat de l'opposant de gauche Chokri Belaïd, celui-ci démissionne et laisse sa place au ministre de l'Intérieur Ali Larayedh. Mehdi Jomaa est alors nommé ministre de l'Industrie dans la soirée du 8 mars 2013, avec l'annonce de la liste définitive des membres du gouvernement au palais présidentiel de Carthage. Il est investi le 13 mars, succédant à Mohamed Lamine Chakhari. Il est assisté d'un secrétaire d'État chargé de l'Énergie et des Mines, Nidhal Ouerfelli.

### Chef du gouvernement

#### Désignation
Après l'assassinat de Mohamed Brahmi, autre figure de la gauche, un dialogue national est mis en place à l'initiative de l'Union générale tunisienne du travail (UGTT) et de l'Union tunisienne de l'industrie, du commerce et de l'artisanat, et vise à mettre en place un gouvernement acceptable par toutes les composantes de la scène politique, aussi bien les partis membres de la troïka que l'opposition. Dans ce contexte, Ennahdha présente Jomaa comme candidat au poste de chef du gouvernement.
Le 14 décembre 2013, un accord est trouvé pour le nommer chef d'un gouvernement intérimaire devant mener le pays à des élections en 2014 et mettre ainsi fin à la crise politique qui fragilise le pays. Alors qu'Ennahdha et l'Alliance démocratique semblent favorables à cette nomination, d'autres partis, notamment Al Joumhouri, indiquent que Jomaa n'est pas une personnalité consensuelle et qu'ils refusent que le nouveau chef du gouvernement soit un membre du gouvernement Larayedh ; Nidaa Tounes qualifie de son côté le futur gouvernement de recyclage du gouvernement sortant, alors que le Front populaire dit sa déception vis-à-vis du dialogue national, à la suite du refus de la candidature de Jalloul Ayed, et déclare que la troïka ne veut pas quitter le pouvoir.
Le 9 janvier 2014, Ali Larayedh présente sa démission ainsi que celle de son gouvernement, qui continue de diriger le pays jusqu'à l'investiture de Jomaa. Le lendemain, Jomaa annonce dans une déclaration aux médias qu'il a rencontré le président Moncef Marzouki, qui l'a chargé de former un gouvernement. Il félicite les initiateurs du dialogue national pour leur rôle, annonce que la nouvelle équipe serait composée de personnalités indépendantes et neutres et annonce qu'il fera son possible pour désigner son cabinet dans un court délai.
Le 26, il est à nouveau chargé de cette tâche alors qu'un consensus ne s'est pas fait sur le nom du ministre de l'Intérieur, ni sur l'article 19 de la loi constituante de 2011 relatif à la possible révocation d'un ministre par l'assemblée. En effet, ce dernier impose cette condition pour l'annonce de son gouvernement.
Le jour même, l'amendement de l'article relatif à la motion de censure contre le gouvernement ou l'un de ses membres est adopté, la majorité requise — absolue — étant modifiée à une majorité des trois cinquièmes.

#### Installation
Au lendemain de la signature de la Constitution, Jomaa présente son gouvernement à l'assemblée constituante, chargée de voter la confiance. Lors de cette séance, qui dure plusieurs heures, plusieurs constituants s'y opposent, accusant le cabinet de rassembler des partisans de l'ancien régime de Zine el-Abidine Ben Ali, tout en accusant aussi la ministre du Tourisme désignée de s'être rendue en Israël. Certains blocs parlementaires refusent quant à eux de soutenir le gouvernement, arguant qu'il est illégitime car issu du dialogue national.
Répondant à ces accusations, Jomaa déclare qu'il ne dispose pas d'un programme détaillé mais que plusieurs points sont importants : l'organisation d'élections transparentes, la sortie de la crise économique, la création d'emplois, la révision des nominations effectuées par les précédents ministres, la dissolution des Ligues de protection de la révolution ainsi que la lutte contre la corruption. Sur 193 votants, 149 votent la confiance, vingt votent contre et 24 s'abstiennent. Le lendemain, la passation des pouvoirs a lieu au Dar El Bey entre Jomaa et Larayedh.
Le 4 février, un sondage en vue de l'élection présidentielle lui donne 14,8 % des voix, devant Moncef Marzouki mais derrière Béji Caïd Essebsi, 64,1 % des sondés se déclarant indécis.

#### Politique intérieure
Le 5 février, Jomaa rencontre Houcine Abassi, secrétaire général de l'UGTT, lors d'un entretien au cours duquel la mise sur pied d'une commission mixte, composée de sept membres du gouvernement et de sept autres appartenant à l'UGTT, est annoncée. Le même jour, il rencontre Wided Bouchamaoui pour discuter du développement des investissements dans les régions et des signaux à envoyer aux investisseurs tunisiens et étrangers.
Le 6, il se rend à la caserne de la garde nationale d'El Aouina, en compagnie du président Marzouki et de deux ministres, à la suite de la mort de plusieurs terroristes tués par les forces de sécurité à Raoued, parmi lesquels figure Kamel Gadhgadhi, assassin présumé de Chokri Belaïd. Jomaa y rend hommage aux martyrs politiques, des forces de sécurité et de l'armée morts en combattant le terrorisme, déclarant que la garde nationale œuvre à l'éradication de ce phénomène.

#### Politique étrangère

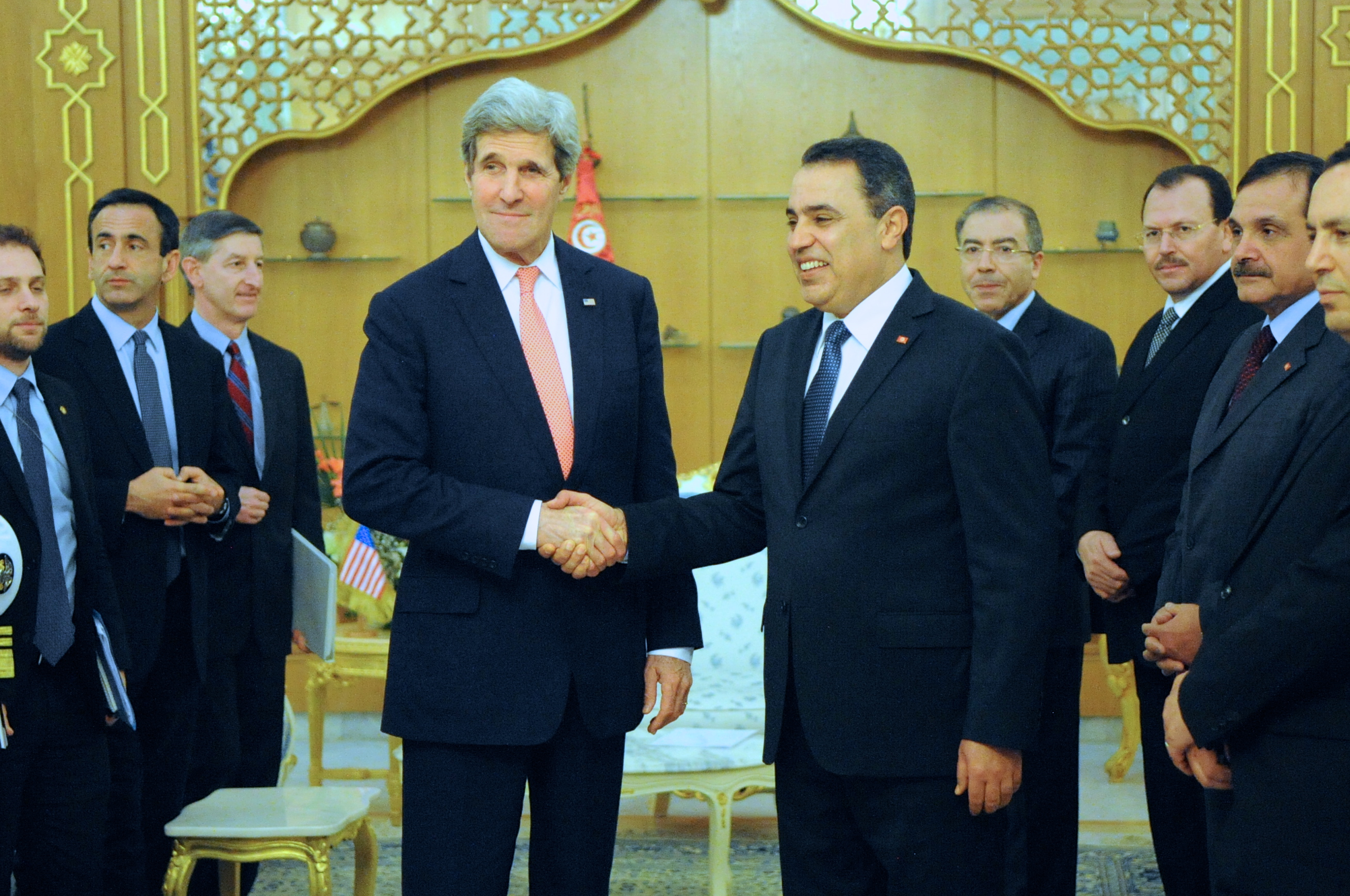
Mehdi Jomaa en compagnie de John Kerry, secrétaire d'État des États-Unis, en février 2014.

Mehdi Jomaa entame le 1er février son premier voyage officiel en tant que chef du gouvernement, à Alger, pour une visite de deux jours. Accueilli par son homologue Abdelmalek Sellal, le chef du gouvernement déclare à la presse que sa visite vise à consolider les relations entre les deux pays et concrétiser diverses opportunités de coopération. Jomaa remercie par ailleurs le président Abdelaziz Bouteflika pour l'aide fournie dans le cadre de la crise en Tunisie. Ce dernier reçoit Jomaa le 2, accompagné de son ministre des Affaires étrangères Mongi Hamdi, et évoque la situation en Tunisie ainsi que le renforcement de la coopération bilatérale. Durant sa visite, Jomaa visite l'usine de la Société nationale des véhicules industriels et souligne que la Tunisie envisage de mettre en place un système de collaboration entre les deux pays, dans le secteur de l'industrie automobile, et qu'une commission bilatérale sera créée à cet effet.
Quant à sa première visite officielle, elle est consacrée au ministre des Affaires extérieures indien, Salman Khurshid, le 3, ce dernier se déclarant favorable à la transition démocratique du pays et à l'adoption de la nouvelle Constitution, tout en soulignant les relations économiques entre les deux pays. Le même jour, Jomaa est invité par Barack Obama, président des États-Unis, à venir à Washington, lors d'une conversation téléphonique destinée à féliciter le peuple tunisien pour la promulgation de la Constitution et la désignation d'un gouvernement de compétences, tout en déclarant que ce sera une occasion de renforcer les relations entre les deux pays.
Lors de la cérémonie de célébration de la Constitution, le 7, Mehdi Jomaa rencontre François Hollande, président de la République française invité aux festivités. Ce dernier félicite également le peuple tunisien pour l'adoption de la nouvelle Constitution et le chef du gouvernement pour son investiture ; il appelle par ailleurs le peuple tunisien à organiser des élections libres et transparentes et doper sa croissance économique, avec le soutien de la France.
Le 24 avril, il reçoit, en marge d'une visite officielle à Paris, la médaille honorifique de l'université Paris-Dauphine. Le 24 janvier 2015, Mehdi Jomaa est également décoré de la médaille de l'Ordre du Mérite de la République fédérale d'Allemagne, remise lors d'un entretien avec le ministre allemand des Affaires étrangères, Frank-Walter Steinmeier.

### Après la présidence du gouvernement
Le 12 février 2015, il est décoré par le président Béji Caïd Essebsi des insignes du grand cordon de l'Ordre de la République. En octobre 2015, Mehdi Jomaa intègre le Club de Madrid composé d'anciens chefs d'État et de gouvernement. En juillet 2016, il est choisi pour coprésider une initiative de l'Organisation des Nations unies contre le terrorisme international.
En février 2016, il crée un think tank, Tunisie Alternatives. Le 29 mars 2017, il annonce dans une conférence de presse la création d'un parti politique, Al Badil Ettounsi (Alternative tunisienne).

### Présidentielle de 2019
Le 4 août 2019, il annonce sa candidature pour la prochaine élection présidentielle.

### Vie privée
Mehdi Jomaa est issu d'une fratrie de six enfants, cinq garçons et une fille ; son frère Ghazi Jomaa est ambassadeur puis chef de cabinet du ministre Mouldi Kefi dans le gouvernement Caïd Essebsi. Son père Mokhtar, natif de Bekalta et marié à une cousine de Mohamed Masmoudi (ministre sous le régime du président Habib Bourguiba),, est greffier au tribunal de Mahdia puis rattaché au cabinet du ministre de la Justice.
Il est marié et père de cinq enfants,.

## Distinctions
- Médaille honorifique de l'université Paris-Dauphine (2014)[28] ;
- Grand cordon de l'Ordre de la République tunisienne (2015)[31] ;
- Grand officier de l'Ordre du Mérite de la République fédérale d'Allemagne (2015)[29].